# Resolutie 1607 Veiligheidsraad Verenigde Naties
Resolutie 1607 van de Veiligheidsraad van de Verenigde Naties werd unaniem door de VN-Veiligheidsraad aangenomen op 21 juni 2005 en verlengde de tegen Liberia opgelegde sancties in verband met diamanten met 6 maanden en het panel van experts dat toezag op die maatregelen tot 21 december.

## Achtergrond
Na de hoogtijdagen onder het decennialange bestuur van William Tubman, die in 1971 overleed, greep Samuel Doe de macht. Diens dictatoriale regime ontwrichtte de economie en er ontstonden rebellengroepen tegen zijn bewind, waaronder die van de latere president Charles Taylor. In 1989 leidde de situatie tot een burgeroorlog waarin de president vermoord werd. De oorlog bleef nog doorgaan tot 1996. Bij de verkiezingen in 1997 werd Charles Taylor verkozen en in 1999 ontstond opnieuw een burgeroorlog toen hem vijandige rebellengroepen delen van het land overnamen. Pas in 2003 kwam er een staakt-het-vuren en werden VN-troepen gestuurd. Taylor ging in ballingschap en de regering van zijn opvolger werd al snel vervangen door een overgangsregering. In 2005 volgden opnieuw verkiezingen, waarna Ellen Johnson-Sirleaf de nieuwe president werd.

## Inhoud

### Waarnemingen
De Veiligheidsraad herhaalde het verband tussen de illegale ontginning van natuurlijke rijkdommen als diamant en hout in Liberia, de handel erin en in wapens en het gebruik van huurlingen en de conflicten in West-Afrika, en vooral Liberia. De maatregelen die met resolutie 1521 waren opgelegd moesten dit, en daarmee ook een hervatting van het conflict in Liberia, voorkomen. Verder moest de overgangsregering van het land haar gezag over heel haar grondgebied kunnen uitbreiden, en dit was nog steeds niet het geval. Voorts was ook de ex-president van Liberia, Charles Taylor, nog steeds betrokken bij activiteiten om de vrede en stabiliteit van het land te ondermijnen. De voorwaarden om de maatregelen van resolutie 1521 op te heffen waren dus nog niet vervuld.

### Handelingen
Aldus werd besloten de maatregelen in verband met diamanten, opgelegd met paragraaf °6 van resolutie 1521, te verlengen met 6 maanden. Bij de overgangsregering werd aangedrongen zo snel mogelijk de controle over de diamantregio's te verwerven en een certifiëringssysteem voor ruwe diamant in te voeren.
Ook moest ze zo snel mogelijk een bosontwikkelingsautoriteit oprichten om de bossen in Liberia duurzaam te beheren zodat ook de maatregelen tegen 's lands houtkap konden worden opgeheven.
Verder bleven ook de maatregelen die met resolutie 1532 waren opgelegd tegen Charles Taylor van kracht om te voorkomen dat hij verduisterde fondsen kon gebruiken om de stabiliteit van Liberia te ondermijnen.
Het bleef voorts nodig dat UNMIL, het comité opgericht met resolutie 1521 en het panel van experts bleven toezien op de uitvoering van de maatregelen en schendingen ervan, alsook de overgangsregering bijstonden met de aanwerving en verplaatsing van ex-strijders. Het panel van experts werd aldus opnieuw opgericht voor een periode tot 21 december.

## Verwante resoluties
- Resolutie 1561 Veiligheidsraad Verenigde Naties (2004)
- Resolutie 1579 Veiligheidsraad Verenigde Naties (2004)
- Resolutie 1626 Veiligheidsraad Verenigde Naties
- Resolutie 1638 Veiligheidsraad Verenigde Naties

Lijst ·  1581 ·  1582 ·  1583 ·  1584 ·  1585 ·  1586 ·  1587 ·  1588 ·  1589 ·  1590 ·  1591 ·  1592 ·  1593 ·  1594 ·  1595 ·  1596 ·  1597 ·  1598 ·  1599 ·  1600 ·  1601 ·  1602 ·  1603 ·  1604 ·  1605 ·  1606 ·  1607 ·  1608 ·  1609 ·  1610 ·  1611 ·  1612 ·  1613 ·  1614 ·  1615 ·  1616 ·  1617 ·  1618 ·  1619 ·  1620 ·  1621 ·  1622 ·  1623 ·  1624 ·  1625 ·  1626 ·  1627 ·  1628 ·  1629 ·  1630 ·  1631 ·  1632 ·  1633 ·  1634 ·  1635 ·  1636 ·  1637 ·  1638 ·  1639 ·  1640 ·  1641 ·  1642 ·  1643 ·  1644 ·  1645 ·  1646 ·  1647 ·  1648 ·  1649 ·  1650 ·  1651